# 閔哀王
閔哀王（びんあいおう、817年 - 839年2月10日）は、新羅の第44代の王（在位：838年 - 839年）であり、姓は金、諱は明。『三国遺事』王暦では敏哀王の別表記も伝える。第38代元聖王の曾孫であり、父は大阿飡（5等官）の金忠恭、母は金氏の貴宝夫人、王妃は金氏の允容王后。838年1月に反乱を起こして先代の僖康王を追い詰め、僖康王が自殺したことにより自ら即位した。

## 即位まで
835年2月、金均貞が上大等に就任してその子の金祐徴（後の神武王）が侍中を退任すると、当時大阿飡（5等官）の位にあった金明が後任の侍中となった。興徳王の死後、金均貞と金悌隆（僖康王）が王位継承をめぐって争うと、阿飡（6等官）の利弘らとともに悌隆を擁立して争いに勝ち、僖康王として即位させた。僖康王の即位後は837年1月に上大等に引き立てられ、利弘が侍中となって反対派を圧倒する立場となった。
均貞の子の祐徴らが清海鎮（全羅南道莞島郡）大使の弓福（張保皐）の元に集結して巻き返しを計ろうとしていたが、838年1月に金明は利弘とともに私兵を用いて僖康王の側近を殺害し、反乱の意志を示した。この反乱で僖康王が王宮内で首をくくって自殺すると、金明は貴族層の推戴という手続きを経ることなく自立して王位に就いた。

## 即位後
張保皐のもとに集結した祐徴らの一派は838年3月に軍事活動を起こし、祐徴派の金陽が武州（光州）を下してさらに南原小京（南原）を陥落させた。12月になって金陽が武州鉄冶県（羅州）まで軍を進めたところで王は金敏周を派遣して迎撃したが、金陽軍の前に壊滅した。839年1月19日、首都金城に向かって攻勢を始めた金陽軍が達伐（大邱）至ると、王は10万の禁軍を用いて防戦に努めたがかなわず、兵の半数以上が戦死した。この敗戦を聞いた王の側近は皆逃げ出してしまい、王もまた金城郊外の月遊宅という離宮に逃げて隠れていたが、金陽軍の兵士に見つけられて1月23日に殺害された。
神武王によって閔哀王と諡され、また、王の屍は礼式に則って埋葬された。伝閔哀王陵として慶州市内南面望星里の史跡第190号が比定されている。